# 124° westerlengte
124° westerlengte (ten opzichte van de nulmeridiaan) is een meridiaan of lengtegraad, onderdeel van een geografische positieaanduiding in bolcoördinaten. De lijn loopt vanaf de Noordpool naar de Noordelijke IJszee, Noord-Amerika, de Grote Oceaan, de Zuidelijke Oceaan en Antarctica en zo naar de Zuidpool.
De meridiaan op 124° westerlengte vormt een grootcirkel met de meridiaan op 56° oosterlengte. De meridiaanlijn beginnend bij de Noordpool en eindigend bij de Zuidpool gaat door de volgende landen, gebieden of zeeën. 
| Land, gebied of zee     | Nauwkeurigere gegevens                                                  |
| ----------------------- | ----------------------------------------------------------------------- |
| Noordelijke IJszee      |                                                                         |
| Beaufortzee             |                                                                         |
| M'Clurestraat           |                                                                         |
| Canada                  | Northwest Territories - Bankseiland                                     |
| Golf van Amundsen       |                                                                         |
| Canada                  | Northwest Territories (dwarst Great Bear Lake), Yukon, British Columbia |
| Straat van Georgia      |                                                                         |
| Canada                  | British Columbia - Vancouvereiland                                      |
| Straat van Juan de Fuca |                                                                         |
| Verenigde Staten        | Washington, Oregon                                                      |
| Grote Oceaan            |                                                                         |
| Verenigde Staten        | Oregon, Californië                                                      |
| Grote Oceaan            |                                                                         |
| Zuidelijke Oceaan       |                                                                         |
| Antarctica              | Niet-toegeëigend gebied in Antarctica                                   |